# Remo nos Jogos Pan-Americanos de 2023 - Qualificação
Abaixo está o sistema de qualificação e os comitês olímpicos nacionais qualificados ao Remo nos Jogos Pan-Americanos de 2023, programada para ser realizada em Santiago, no Chile, de 21 a 25 de outubro de 2023.

## Sistema de qualificação
Um total de 220 remadores irão qualificaram-se para competirem. Um CON pode inscrever até 21 remadores. Toda a classificação se dará no Campeonato Qualificatório de 2023 (exceto a prova de oito com misto, que será por entradas apenas), onde um número específico de barcos irá se qualificar em cada um dos outros doze eventos.
Os medalhistas de ouro no skiff simples masculino e feminino nos Jogos Pan-Americanos Júnior de 2021 em Cáli na Colômbia receberam uma vaga direta aos Jogos Pan-Americanos de 2023, não fazendo parte do limite de vagas especificado dentro do processo de classificação aos Jogos.

## Linha do tempo
| Event                                                        | Date                    | Venue               |
| ------------------------------------------------------------ | ----------------------- | ------------------- |
| Jogos Pan-Americanos Júnior de 2021                          | 1-4 de dezembro de 2021 | Cali                |
| Regata de Classificação para os Jogos Pan-Americanos de 2023 | 15-19 de abril de 2023  | San Pedro de la Paz |

## Sumário de classificação
| Nação                               | Masculino | Masculino | Masculino | Masculino | Masculino | Masculino | Feminino | Feminino | Feminino | Feminino | Feminino | Feminino | Misto | Barcos | Atletas |
| Nação                               | M1x       | M2x       | M4x       | M2-       | M4-       | LM2x      | F1x      | F2x      | F4x      | F2-      | F4-      | LF2x     | M8+   | Barcos | Atletas |
| ----------------------------------- | --------- | --------- | --------- | --------- | --------- | --------- | -------- | -------- | -------- | -------- | -------- | -------- | ----- | ------ | ------- |
| ARG Argentina                       | X         | X         | X         | X         | X         | X         | X        | X        | X        | X        | X        | X        | X     | 13     | 21      |
| BRA Brasil                          | X         | X         |           | X         |           | X         | X        | X        | X        | X        | X        | X        |       | 10     | 17      |
| CAN Canadá                          | X         | X         |           | X         |           | X         | X        | X        | X        | X        | X        |          |       | 9      | 15      |
| CHI Chile                           | X         | X         | X         | X         | X         | X         | X        | X        | X        | X        | X        | X        | X     | 13     | 21      |
| CRC Costa Rica                      |           |           |           |           |           |           | X        |          |          |          |          |          |       | 1      | 1       |
| CUB Cuba                            | X         | X         | X         | X         | X         | X         | X        | X        | X        |          |          |          |       | 9      | 14      |
| ESA El Salvador                     | X         |           |           |           |           |           | X        | X        |          |          |          |          |       | 3      | 4       |
| ECU Equador                         | X         |           |           |           |           |           | X        |          |          |          |          |          |       | 2      | 2       |
| EAI Equipe de Atletas Independentes | X         |           |           |           |           |           |          |          |          |          |          | X        |       | 2      | 3       |
| USA Estados Unidos                  | X         | X         | X         | X         | X         | X         | X        | X        | X        | X        | X        | X        | X     | 13     | 21      |
| MEX México                          | X         | X         | X         | X         | X         | X         | X        | X        |          | X        | X        | X        |       | 11     | 19      |
| NCA Nicarágua                       | X         |           |           |           |           |           | X        |          |          | X        |          |          |       | 3      | 4       |
| PAR Paraguai                        | XX        | X         |           |           |           |           | XX       | X        |          | X        |          | X        |       | 8      | 12      |
| PER Peru                            | X         | X         |           | X         |           | X         | X        | X        |          |          |          | X        |       | 7      | 12      |
| DOM República Dominicana            | X         |           |           |           |           |           |          |          |          |          |          |          |       | 1      | 1       |
| URU Uruguai                         | X         | X         | X         | X         | X         | X         | X        | X        |          | X        |          | X        |       | 10     | 17      |
| VEN Venezuela                       | X         | X         |           |           |           |           | X        | X        |          |          |          |          |       | 4      | 6       |
| Total: 17 CONs                      | 19        | 14        | 6         | 12        | 6         | 9         | 19       | 14       | 6        | 12       | 6        | 9        |       | 134    | 220     |

## Eventos masculinos

### Skiff simples
| Competição                                                                        | Vagas | Classificados |
| --------------------------------------------------------------------------------- | ----- | --- |
| País-sede                                                                         | 1     | CHI Chile |
| Jogos Pan-Americanos Júnior de 2021                                               | 1     | Javier Andrés Torres (PAR) |
| Regata de Classificação para os Jogos Pan-Americanos de 2023 (atletas duplicados) | 5     | URU Uruguai CUB Cuba MEX México ARG Argentina USA Estados Unidos                                                                                                 |
| Regata de Classificação para os Jogos Pan-Americanos de 2023                      | 12    | BRA Brasil CAN Canadá ESA El Salvador VEN Venezuela PER Peru PAR Paraguai NCA Nicarágua EAI Equipe de Atletas Independentes DOM República Dominicana ECU Equador |
| Total                                                                             | 20    | |

### Skiff duplo
| Competição                                                                        | Vagas | Classificados                                                    |
| --------------------------------------------------------------------------------- | ----- | ---------------------------------------------------------------- |
| País-sede                                                                         | 1     | CHI Chile                                                        |
| Regata de Classificação para os Jogos Pan-Americanos de 2023 (atletas duplicados) | 5     | URU Uruguai CUB Cuba MEX México ARG Argentina USA Estados Unidos |
| Regata de Classificação para os Jogos Pan-Americanos de 2023                      | 8     | CAN Canadá BRA Brasil VEN Venezuela PER Peru PAR Paraguai        |
| Total                                                                             | 14    |                                                                  |

### Skiff quádruplo
| Competição                                                   | Vagas | Classificados                                                    |
| ------------------------------------------------------------ | ----- | ---------------------------------------------------------------- |
| País-sede                                                    | 1     | CHI Chile                                                        |
| Regata de Classificação para os Jogos Pan-Americanos de 2023 | 5     | URU Uruguai CUB Cuba MEX México ARG Argentina USA Estados Unidos |
| Total                                                        | 6     |                                                                  |

### Dois sem
| Competição                                                                        | Vagas | Classificados                                                    |
| --------------------------------------------------------------------------------- | ----- | ---------------------------------------------------------------- |
| País-sede                                                                         | 1     | CHI Chile                                                        |
| Regata de Classificação para os Jogos Pan-Americanos de 2023 (atletas duplicados) | 5     | CUB Cuba URU Uruguai USA Estados Unidos ARG Argentina MEX México |
| Regata de Classificação para os Jogos Pan-Americanos de 2023                      | 6     | BRA Brasil CAN Canadá PER Peru                                   |
| Total                                                                             | 14    |                                                                  |

### Quatro sem
| Competição                                                   | Vagas | Classificados                                                    |
| ------------------------------------------------------------ | ----- | ---------------------------------------------------------------- |
| País-sede                                                    | 1     | CHI Chile                                                        |
| Regata de Classificação para os Jogos Pan-Americanos de 2023 | 5     | CUB Cuba URU Uruguai USA Estados Unidos ARG Argentina MEX México |
| Total                                                        | 6     |                                                                  |

### Skiff duplo peso leve
| Competição                                                   | Vagas | Classificados                                                                                             |
| ------------------------------------------------------------ | ----- | --- |
| Regata de Classificação para os Jogos Pan-Americanos de 2023 | 9     | CHI Chile MEX México URU Uruguai BRA Brasil ARG Argentina CAN Canadá USA Estados Unidos CUB Cuba PER Peru |
| Total                                                        | 9     | |

## Eventos femininos

### Skiff simples
| Competição                                                                        | Vagas | Classificados |
| --------------------------------------------------------------------------------- | ----- | --- |
| País-sede                                                                         | 1     | CHI Chile |
| Jogos Pan-Americanos Júnior de 2021                                               | 1     | Nicole Anahi González (PAR)                                                                                         |
| Regata de Classificação para os Jogos Pan-Americanos de 2023 (atletas duplicados) | 5     | USA Estados Unidos BRA Brasil CAN Canadá ARG Argentina CUB Cuba                                                     |
| Regata de Classificação para os Jogos Pan-Americanos de 2023                      | 12    | PAR Paraguai PER Peru URU Uruguai NCA Nicarágua MEX México ESA El Salvador VEN Venezuela ECU Equador CRC Costa Rica |
| Total                                                                             | 20    | |

### Skiff duplo
| Competição                                                                        | Vagas | Classificados                                                              |
| --------------------------------------------------------------------------------- | ----- | -------------------------------------------------------------------------- |
| País-sede                                                                         | 1     | CHI Chile                                                                  |
| Regata de Classificação para os Jogos Pan-Americanos de 2023 (atletas duplicados) | 5     | USA Estados Unidos BRA Brasil CAN Canadá ARG Argentina CUB Cuba            |
| Regata de Classificação para os Jogos Pan-Americanos de 2023                      | 8     | MEX México URU Uruguai VEN Venezuela PAR Paraguai ESA El Salvador PER Peru |
| Total                                                                             | 14    |                                                                            |

### Skiff quádruplo
| Competição                                                   | Vagas | Classificados                                                   |
| ------------------------------------------------------------ | ----- | --------------------------------------------------------------- |
| País-sede                                                    | 1     | CHI Chile                                                       |
| Regata de Classificação para os Jogos Pan-Americanos de 2023 | 5     | USA Estados Unidos BRA Brasil CAN Canadá ARG Argentina CUB Cuba |
| Total                                                        | 6     |                                                                 |

### Dois sem
| Competição                                                                        | Vagas | Classificados                                                     |
| --------------------------------------------------------------------------------- | ----- | ----------------------------------------------------------------- |
| País-sede                                                                         | 1     | CHI Chile                                                         |
| Regata de Classificação para os Jogos Pan-Americanos de 2023 (atletas duplicados) | 5     | USA Estados Unidos MEX México CAN Canadá BRA Brasil ARG Argentina |
| Regata de Classificação para os Jogos Pan-Americanos de 2023                      | 6     | URU Uruguai PAR Paraguai NCA Nicarágua                            |
| Total                                                                             | 14    |                                                                   |

### Quatro sem
| Competição                                                   | Vagas | Classificados                                                     |
| ------------------------------------------------------------ | ----- | ----------------------------------------------------------------- |
| País-sede                                                    | 1     | CHI Chile                                                         |
| Regata de Classificação para os Jogos Pan-Americanos de 2023 | 5     | USA Estados Unidos MEX México CAN Canadá BRA Brasil ARG Argentina |
| Total                                                        | 6     |                                                                   |

### Skiff duplo peso leve
| Competição                                                   | Vagas | Classificados |
| ------------------------------------------------------------ | ----- | --- |
| Regata de Classificação para os Jogos Pan-Americanos de 2023 | 9     | CHI Chile ARG Argentina USA Estados Unidos BRA Brasil MEX México PER Peru PAR Paraguai EAI Equipe de Atletas Independentes URU Uruguai |
| Total                                                        | 9     | |

## Eventos mistos

### Oito com
| Competição | Vagas | Classificados |
| ---------- | ----- | ------------- |
| Entrada    |       |               |
| Total      |       |               |